# Rejon bagrationowski
Rejon bagrationowski (ros. Багратио́новский райо́н) – jednostka podziału administracyjnego wchodząca w skład rosyjskiego obwodu królewieckiego. 
Rejon leży w południowo-zachodniej części obwodu, a jego ośrodkiem administracyjnym jest miasto Bagrationowsk.
Rejon graniczy z Polską i zajmuje obszar 1146 km², zamieszkany przez ok. 47,3 tys. osób (2003 r.).